# Ansidium
× Ansidium, (abreviado Asdm) en el comercio, es un híbrido intergenérico entre los géneros de orquídeas Ansellia × Cymbidium. Fue publicado en Orchid Rev.  74(875, noh): 1 (1966).